# バックリック・ロード駅
バックリック・ロード駅（バックリック・ロードえき、英語: Backlick Road Station）はバージニア州スプリングフィールドにあるバージニア急行鉄道（VRE）のマナサス線の駅。バスの乗り換えが出来る。無料のパーキングがある。無人駅だが自動販売機で切符を買える。バリアフリーである。